# ورزشگاه دینامو (مینسک)
ورزشگاه دینامو (به بلاروسی:Стадыён Дынама / Stadyjon Dynama) یک ورزشگاه چند منظوره در مینسک، بلاروس است.
امروز بیشتر برای مسابقات فوتبال مورد استفاده‌است و زمین خانه باشگاه دینامو مینسک است. این ورزشگاه قبل از بازسازی گنجایش ۴۱،۰۴۰ هزار نفر را دارد. ورزشگاه دینامو در سال ۱۹۳۴ ساخته شد، اما در طول جنگ جهانی دوم نابود شد و در سال‌های متمادی بازسازی شده‌است.

ورزشگاه یکی از زمین های مسابقات فوتبال در بازی‌های المپیک تابستانی ۱۹۸۰ بود و به عنوان محل برگزاری بازی‌های خانگی باشگاه باته بوریسف برای مرحله گروهی لیگ قهرمانان اروپا ۰۹-۲۰۰۸ استفاده می‌شود.